# Dhaai Akshar Prem Ke
Pour plus de détails, voir Fiche technique et Distribution.
Dhaai Akshar Prem Ke (Deux lettres et demi d'amour) est un drame romantique indien réalisé par Raj Kanwar en 2000. C'est la première fois  qu'Abhishek Bachchan et Aishwarya Rai tournent ensemble. Par la suite, ils forment à plusieurs reprises un couple à l'écran et se marient en 2007. Le film est un remake du film hollywoodien Les Vendanges de feu.

## Synopsis
Karan Khanna (Abhishek Bachchan) est  capitaine dans les forces de l’armée de l’air. Il est fou amoureux de la belle top modèle Nisha, avec laquelle il prévoit de se marier à sa prochaine permission. Sur la route vers sa bien-aimée, il croise Sahiba Grewal (Aishwarya Rai), une fille un peu fofolle témoin d’un meurtre, qu'il sauve des hommes de main du meurtrier. Sahiba confie à Karan qu'elle est issue d'une puissante famille d'industriel rajasthani très traditionnelle et que son père projette de la marier avec le fils de son meilleur ami. Pour éviter cette union, la jeune femme a annoncé à ses parents qu'elle s'est déjà mariée et demande à Karan de l'accompagner et de se faire passer pour son époux. Karan accepte et il est immédiatement adopté par la famille Grewal. Mais, toujours amoureux de Nisha, il abandonne Sahiba qui doit se résoudre à avouer la vérité et épouser l'homme choisi par son père. Or celui-ci n'est autre que le meurtrier qui a cherché à la faire tuer.

## Fiche technique
- Titre : Dhaai Akshar Prem Ke
- Réalisateur : Raj Kanwar
- Scénario : Raj Kanwar, Ratna Rajaia et Jainendra Jain (dialogues)
- Musique (chansons) : Jatin-Lalit
- Parolier : Sameer et Arun Bhairav
- Chorégraphie : Baba Yadav, Saroj Khan et Mona
- Musique d'accompagnement : Naresh Sharma
- Direction artistique : R Verman
- Photographie : Ishwar R Bidri et Deepak
- Montage : Kuldeep Mehan, Sanjay Jaiswal et Sanjay Shrivastava
- Cascades et combats : Bhiku Verma et Pappu Verma
- Production : Raj Kanwar et K Pappu
- Langue : hindi
- Pays d'origine : Inde
- Date de sortie : 29 septembre 2000
- Format : Couleurs
- Genre : drame, comédie romantique
- Durée : 167 minutes

## Distribution
- Abhishek Bachchan : Karan Khanna
- Aishwarya Rai : Sahiba Grewal
- Amrish Puri : Yogi Grewal, père de Sahiba
- Anupam Kher : Ronak Grewal, oncle de Sahiba
- Shakti Kapoor : Pritam Grewal
- Sushma Seth (en) : grand-mère de Sahiba
- Dalip Tahil : Singhal Rai Bahadur Tejeshwar
- Tanvi Azmi (en) : Simran Grewal
- Himani Shivpuri (en) : S. Grewal
- Salman Khan : participation exceptionnelle
- Sonali Bendre : Nisha

## Musique
Les chansons sont composées par Jatin Pandit, Lalit Pandit et Naresh Sharma sur des paroles de Sameer et Arun Bhairav.
- Do Lafzo Mein - Babul Supriyo, Anuradha Paudwal (4:58)
- Dhai Akshar Prem Ke - Babul Supriyo, Anuradha Paudwal (4:48)
- Yeh Sama Yeh Nazare - Babul Supriyo, Anuradha Paudwal (6:18)
- Hai Deewana Ye Ishq Mera - Babul Supriyo, Anuradha Paudwal (5:00)
- O Mere Rabba - KK, Anuradha Paudwal (5:04)
- Ek Haseen Ladki - Babul Supriyo, Sudesh Bhosle, Anuradha Paudwal (4:26)
- Koi Taza Hawa - Babul Supriyo, Anuradha Paudwal (5:00)
- Mere Mahi Bada Sohna - Abhishek Bachchan, Anuradha Paudwal (6:24)